# Зербе Тауншип (округ Нортамберленд, Пенсільванія)
Зербе Тауншип (англ. Zerbe Township) — селище (англ. township) в США, в окрузі Нортамберленд штату Пенсільванія. Населення — 1802 особи (2020).

## Демографія
Згідно з переписом 2010 року, у селищі мешкали 1872 особи в 802 домогосподарствах у складі 527 родин. Було 926 помешкань
Расовий склад населення:
| - 98,3 % — білих - 0,5 % — азіатів - 0,1 % — корінних американців - 0,1 % — чорних або афроамериканців |

До двох чи більше рас належало 1,0 %. Частка іспаномовних становила 0,5 % від усіх жителів.
За віковим діапазоном населення розподілялося таким чином: 21,4 % — особи молодші 18 років, 61,2 % — особи у віці 18—64 років, 17,4 % — особи у віці 65 років та старші. Медіана віку мешканця становила 41,4 року. На 100 осіб жіночої статі у селищі припадало 94,6 чоловіків;  на 100 жінок у віці від 18 років та старших — 94,3 чоловіків також старших 18 років.
Середній дохід на одне домашнє господарство  становив 50 123 долари США (медіана — 41 000), а середній дохід на одну сім'ю — 62 588 доларів (медіана — 55 543). Медіана доходів становила 37 232 долари для чоловіків та 31 900 доларів для жінок. За межею бідності перебувало 11,1 % осіб, у тому числі 21,7 % дітей у віці до 18 років та 6,6 % осіб у віці 65 років та старших.
Цивільне працевлаштоване населення становило 648 осіб. Основні галузі зайнятості: освіта, охорона здоров'я та соціальна допомога — 26,4 %, виробництво — 17,9 %, роздрібна торгівля — 14,0 %.